# Glaucostola maroniensis
Glaucostola maroniensis is een beervlinder uit de familie van de spinneruilen (Erebidae). De wetenschappelijke naam van de soort is voor het eerst geldig gepubliceerd in 1918 door Joicey & Talbot.